# Acesta rathbuni
Acesta rathbuni is een tweekleppigensoort uit de familie van de Limidae. De wetenschappelijke naam van de soort is voor het eerst geldig gepubliceerd in 1913 door Bartsch.
Rechter en linker klep van hetzelfde exemplaar:

Rechter klep
Linker klep